# Piłka siatkowa na Letnich Igrzyskach Olimpijskich 1980
Turniej olimpijski w piłce siatkowej rozegrany podczas XXII Letnich Igrzysk Olimpijskich w Moskwie był piątym w historii igrzysk olimpijskich zmaganiem w halowej odmianie tej dyscypliny sportu. Rywalizacja toczyła się zarówno u kobiet, jak i u mężczyzn, a przystąpiło do niej po 10 zespołów (męskich i żeńskich). Wszystkie turnieje zostały przeprowadzone systemem kołowym.

## Medaliści
| Konkurencja      | Konkurencja | złoto | srebro | brąz |
| ---------------- | ----------- | --- | --- | --- |
| Siatkówka halowa | mężczyźni   | ZSRR Władimir Czernyszow Władimir Dorochow Aleksandr Jermiłow Władimir Kondra Wałerij Krywow Fedir Łaszczonow Viljar Loor Oleg Moliboga Jurij Panczenko Aleksandr Sawin Pāvels Seļivanovs Wiaczesław Zajcew          | Bułgaria Jordan Angełow Dimityr Dimitrow Stefan Dimitrow Stojan Gunczew Christo Iliew Petko Petkow Kaspar Simeonow Christo Stojanow Mitko Todorow Cano Canow Emił Wyłczew Dimityr Złatanow    | Rumunia Marius Căta-Chițiga Valter Chifu Laurenţiu Dumănoiu Günther Enescu Dan Gîrleanu Sorin Macavei Viorel Manole Florin Mina Corneliu Oros Nicolae Pop Constantin Sterea Nicu Stoian                          |
| Siatkówka halowa | kobiety     | ZSRR Jelena Achaminowa Jelena Andriejuk Swietłana Badulina Ludmiła Czernyszowa Lubow Kozyriewa Lidija Łoginowa Irina Makogonowa Swietłana Nikiszyna Łarisa Pawłowa Nadieżda Radzewicz Natalia Razumowa Olga Sołowowa | NRD Katharina Bullin Barbara Czekalla Brigitte Fetzer Andrea Heim Ute Kostrzewa Heike Lehmann Christine Mummhardt Karin Püschel Karla Roffeis Martina Schmidt Annette Schultz Anke Westendorf | Bułgaria Werka Borisowa Cwetana Bożurina Rosica Dimitrowa Tanja Dimitrowa Maja Georgiewa Margarita Gerasimowa Tanja Gogowa Walentina Iliewa Rumjana Kaiszewa Anka Christołowa Siłwija Petrunowa Galina Stanczewa |

## Tabela medalowa
| Miejsce | Państwo  | złoto | srebro | brąz | Razem |
| ------- | -------- | ----- | ------ | ---- | ----- |
| 1.      | ZSRR     | 2     | 0      | 0    | 2     |
| 2.      | Bułgaria | 0     | 1      | 1    | 2     |
| 3.      | NRD      | 0     | 1      | 0    | 1     |
| 4.      | Rumunia  | 0     | 0      | 1    | 1     |